# Bobosi Byaruhanga
Bobosi Byaruhanga (3 dicembre 2001) è un calciatore ugandese, centrocampista dell'Oakland Roots e della nazionale ugandese.

## Carriera

### Club
Ha iniziato la sua carriera in patria nei Vipers. Nel 2022 è stato acquistato dalla squadra ceca del Vyškov.

### Nazionale
Il 10 giugno 2021 ha esordito con la nazionale maggiore in un amichevole persa per 3-2 contro il Sudafrica.
Nello stesso anno ha preso parte con la nazionale ugandese Under-20 alla Coppa d'Africa di categoria.

## Statistiche

### Cronologia presenze e reti in nazionale
| Cronologia completa delle presenze e delle reti in nazionale ― Uganda | Cronologia completa delle presenze e delle reti in nazionale ― Uganda | Cronologia completa delle presenze e delle reti in nazionale ― Uganda | Cronologia completa delle presenze e delle reti in nazionale ― Uganda | Cronologia completa delle presenze e delle reti in nazionale ― Uganda | Cronologia completa delle presenze e delle reti in nazionale ― Uganda | Cronologia completa delle presenze e delle reti in nazionale ― Uganda | Cronologia completa delle presenze e delle reti in nazionale ― Uganda |
| Data                                                                  | Città                                                                 | In casa                                                               | Risultato                                                             | Ospiti                                                                | Competizione                                                          | Reti                                                                  | Note                                                                  |
| --------------------------------------------------------------------- | --------------------------------------------------------------------- | --------------------------------------------------------------------- | --------------------------------------------------------------------- | --------------------------------------------------------------------- | --------------------------------------------------------------------- | --------------------------------------------------------------------- | --------------------------------------------------------------------- |
| 10-6-2021                                                             | Soweto                                                                | Sudafrica                                                             | 3 – 2                                                                 | Uganda                                                                | Amichevole                                                            | -                                                                     | 80’                                                                   |
| 29-8-2021                                                             | Bahar Dar                                                             | Etiopia                                                               | 2 – 1                                                                 | Uganda                                                                | Amichevole                                                            | -                                                                     | 63’                                                                   |
| 2-9-2021                                                              | Nairobi                                                               | Kenya                                                                 | 0 – 0                                                                 | Uganda                                                                | Qual. Mondiali 2022                                                   | -                                                                     |                                                                       |
| 6-9-2021                                                              | Kampala                                                               | Uganda                                                                | 0 – 0                                                                 | Mali                                                                  | Qual. Mondiali 2022                                                   | -                                                                     | 80’                                                                   |
| 7-10-2021                                                             | Kigali                                                                | Ruanda                                                                | 0 – 1                                                                 | Uganda                                                                | Qual. Mondiali 2022                                                   | -                                                                     | 65’                                                                   |
| 10-10-2021                                                            | Kampala                                                               | Uganda                                                                | 1 – 0                                                                 | Ruanda                                                                | Qual. Mondiali 2022                                                   | -                                                                     |                                                                       |
| 11-11-2021                                                            | Kampala                                                               | Uganda                                                                | 1 – 1                                                                 | Kenya                                                                 | Qual. Mondiali 2022                                                   | -                                                                     | 70’                                                                   |
| 14-11-2021                                                            | Agadir                                                                | Mali                                                                  | 1 – 0                                                                 | Uganda                                                                | Qual. Mondiali 2022                                                   | -                                                                     | 69’                                                                   |
| 18-1-2022                                                             | Adalia                                                                | Moldavia                                                              | 2 – 3                                                                 | Uganda                                                                | Amichevole                                                            | -                                                                     | 17’                                                                   |
| 25-3-2022                                                             | Namangan                                                              | Uganda                                                                | 1 – 1 dts (5 - 4 dtr)                                                 | Tagikistan                                                            | Amichevole                                                            | -                                                                     |                                                                       |
| 29-3-2022                                                             | Namangan                                                              | Uzbekistan                                                            | 4 – 2                                                                 | Uganda                                                                | Amichevole                                                            | -                                                                     | 46’                                                                   |
| 4-6-2022                                                              | Algeri                                                                | Algeria                                                               | 2 – 0                                                                 | Uganda                                                                | Qual. Coppa d'Africa 2023                                             | -                                                                     | 74’                                                                   |
| 8-6-2022                                                              | Kampala                                                               | Uganda                                                                | 1 – 1                                                                 | Niger                                                                 | Qual. Coppa d'Africa 2023                                             | -                                                                     |                                                                       |
| 21-9-2022                                                             | Benina                                                                | Libia                                                                 | 0 – 0                                                                 | Uganda                                                                | Amichevole                                                            | -                                                                     |                                                                       |
| 24-9-2022                                                             | Benina                                                                | Tanzania                                                              | 1 – 0                                                                 | Uganda                                                                | Amichevole                                                            | -                                                                     |                                                                       |
| 28-3-2023                                                             | Dar-es-Salaam                                                         | Tanzania                                                              | 0 – 1                                                                 | Uganda                                                                | Qual. Coppa d'Africa 2023                                             | -                                                                     | 89’                                                                   |
| 14-6-2023                                                             | Douala                                                                | Uganda                                                                | 1 – 0                                                                 | RD del Congo                                                          | Amichevole                                                            | -                                                                     |                                                                       |
| 18-6-2023                                                             | Douala                                                                | Uganda                                                                | 1 – 2                                                                 | Algeria                                                               | Qual. Coppa d'Africa 2023                                             | -                                                                     | 44’ 46’                                                               |
| 10-6-2024                                                             | Kampala                                                               | Uganda                                                                | 1 – 2                                                                 | Algeria                                                               | Qual. Mondiali 2026                                                   | -                                                                     | 36’ 88’                                                               |
| Totale                                                                |                                                                       | Presenze                                                              | 19                                                                    |                                                                       | Reti                                                                  | 0                                                                     |                                                                       |

## Palmarès

### Club

#### Competizioni nazionali
- Campionato ugandese: 2

Vipers: 2019-2020, 2021-2022
- MLS Next Pro: 1

Austin FC II: 2023